# Higglytown Heroes
Higglytown Heroes (Los Héroes de la Ciudad en Hispanoamérica y Los Héroes de Higglytown en España), es una serie de televisión animada estadounidense-británica-canadiense-surcoreano-indiano irlandés infantil producida por Wild Brain, Happy Nest, 9 Story Entertainment y Telegael Teoranta. Todos los personajes de la serie están modelados en Matrioska y los principales son Eubie, Wayne, Twinkle, Kip, Fran y el Chico Pizza. La serie se estrenó de aires a las 5:30 a. m. EST/PST tiempo en 11 de septiembre de 2004 en el bloque Playhouse Disney en los Estados Unidos, CBeebies en el Reino Unido, Treehouse TV en Canadá, EBS 1 en la Corea del Sur, Star Utsav en la India y TG4 en Irlanda.